# Elisabeth Minnig
Elisabeth Minnig (6 de enero de 1987, Coronel Suárez, Buenos Aires, Argentina) es una futbolista argentina actualmente retirada. Se desempeñó como arquera en Boca Juniors de la Primera División Femenina de Argentina entre 2011 y 2019, ganando seis títulos en dicho periodo.

## Selección nacional
Con la selección sub-20 participó en la Copa Mundial de 2006, y como jugadora de la selección mayor integró los planteles que participaron en la Copa Mundial de 2007 y la Copa América de 2014.

### Participaciones en Copas del Mundo
| Torneo                                  | Sede  | Resultado    | Partidos | G.R | Valla Invicta |
| --------------------------------------- | ----- | ------------ | -------- | --- | ------------- |
| Copa Mundial Femenina de Fútbol de 2007 | China | Primera fase | 0        | -0  | 0             |